# Rolando Aarons
Rolando Aarons (ur. 16 listopada 1995 w Kingston) – jamajski piłkarz występujący na pozycji pomocnika w słoweńskim klubie NK Celje oraz w reprezentacji Jamajki.

## Newcastle United
Rolando Aarons urodzony na Jamajce, jako dziecko przeprowadził się do Anglii. Przybył pod koniec sezonu 2011/12, swoją grą został zauważony, następnie został włączony do drużyny rezerwowej, 8 lutego 2013 roku zadebiutował w rezerwach Newcastle United przeciwko Stoke City. 1 kwietnia 2014 roku podpisał pierwszy profesjonalny kontrakt. Zaimponował w cyklu przygotowawczym przed sezonem 2014/15, strzelając gola w grze przedsezonowej w spotkaniu z FC Schalke 04. 17 sierpnia 2014 roku Aarons zadebiutował w Premier League w oficjalnym meczu z Manchester City przegranym 0-2.